# Villarpando
Villarpando är en ort i Dominikanska republiken. Den ligger i provinsen Ázua, i den centrala delen av landet, 110 km väster om huvudstaden Santo Domingo. Villarpando ligger 287 meter över havet och antalet invånare är 3 016.
Terrängen runt Villarpando är kuperad åt sydost, men åt nordväst är den platt. Villarpando ligger nere i en dal. Runt Villarpando är det ganska tätbefolkat, med 86 invånare per kvadratkilometer. Närmaste större samhälle är Sabana Yegua, 6,9 km norr om Villarpando. Omgivningarna runt Villarpando är en mosaik av jordbruksmark och naturlig växtlighet.